# Горст Гроссманн
Горст Гро́ссманн (нім. Horst Großmann; 19 листопада 1891 — 7 травня 1972) — німецький воєначальник, генерал піхоти вермахту. Кавалер Лицарського хреста Залізного хреста з дубовим листям.

## Біографія
Учасник Першої світової війни. Після демобілізації армії залишений у рейхсвері, служив на штабних посадах у піхоті. З 15 жовтня 1935 по 1 березня 1938 року — командир 2-го батальйону 22-го піхотного полку. З 15 жовтня 1939 року — командир 84-го піхотного полку. Учасник Французької кампанії і німецько-радянської війни. З 10 грудня 1942 року — командир 102-ї, з 22 січня 1942 року — 6-ї піхотної дивізії. Відзначився в Курській битві. В січні — травні 1944 року командував 55-м, а в січні — лютому — одночасно 35-м армійським корпусом. 1 червня 1944 року переведений у резерв. З 11 серпня 1944 року — командир 6-го армійського корпусу. 8 травня 1945 року здався британським військам. 8 липня 1947 року звільнений.

## Звання
- Фанен-юнкер (27 вересня 1911)
- Фанен-юнкер-унтерофіцер (1 березня 1912)
- Фенріх (22 травня 1912)
- Лейтенант (16 червня 1913)
- Оберлейтенант (18 серпня 1916)
- Ротмістр (1 жовтня 1923)
- Майор (1 серпня 1933)
- Оберстлейтенант (1 березня 1936)
- Оберст (1 жовтня 1938)
- Генерал-майор (17 грудня 1941)
- Генерал-лейтенант (1 січня 1943)
- Генерал піхоти (9 листопада 1944)

## Нагороди
- Залізний хрест
  - 2-го класу (1 жовтня 1914)
  - 1-го класу (25 жовтня 1916)
- Королівський орден дому Гогенцоллернів, лицарський хрест з мечами (12 листопада 1917)
- Ганзейський Хрест (Гамбург)
- Хрест «За заслуги у війні» (Саксен-Мейнінген)
- Нагрудний знак «За поранення» в чорному
- Почесний хрест ветерана війни з мечами
- Німецька імперська відзнака за фізичну підготовку
- Медаль «За вислугу років у Вермахті» 4-го, 3-го, 2-го і 1-го класу (25 років)
- Застібка до Залізного хреста
  - 2-го класу (18 травня 1940)
  - 1-го класу (28 травня 1940)
- Лицарський хрест Залізного хреста з дубовим листям
  - лицарський хрест (23 серпня 1941)
  - дубове листя (№ 292; 4 вересня 1943)
- Медаль «За зимову кампанію на Сході 1941/42» (16 вересня 1942)
- Німецький хрест в золоті (11 лютого 1943)
- Відзначений у Вермахтберіхт (3 вересня 1943)